# Grujica Žarković
Grujica Žarković, bosansko-hercegovski vojaški zdravnik in častnik, * 12. april 1915, Dragotina, † september 2010, Sarajevo.

## Življenjepis
Leta 1942 je vstopil v NOVJ in KPJ. Med vojno je bil na različnih sanitetnih položajih v več enotah.
Po vojni je bil profesor na Medicinski fakulteti v Sarajevu, predsednik sveta Zdravstvenega centra federacije,...